# Islas del Cisne
De Islas del Cisne of Swaneilanden (Engels: Swan Islands) zijn een groep van drie eilanden in de Caraïbische Zee op ongeveer 140 km afstand van de Hondurese kust. De drie eilanden heten Cisne Grande (Great Swan), Cisne Pequeño (Little Swan) en El Cayo Pájaro Bobo (Booby Cay). Samen zijn de eilanden ongeveer 8 km² groot. Zowel de Verenigde Staten als Honduras claimden de eilanden totdat de VS in 1972 hun claim op de eilanden lieten vallen.
In de jaren 1960 kregen de eilanden internationale aandacht door de rol van piratenzender Radio Swan ten tijde van de mislukte Invasie in de Varkensbaai.